# Jan Reinderman
Jan Reinderman (ur. 17 kwietnia 1886 w Amsterdamie, zm. 31 lipca 1964 tamże) – holenderski zapaśnik walczący w stylu klasycznym. Olimpijczyk z Paryża 1924, gdzie zajął dziewiąte miejsce w wadze średniej.

## Turniej wParyżu 1924
| Konkurencja          | Walki                | Walki             | Walki                     | Walki                         | Klas. końcowa |
| Konkurencja          | Przeciwnik I         | Przeciwnik II     | Przeciwnik III            | Przeciwnik IV                 | Miejsce       |
| -------------------- | -------------------- | ----------------- | ------------------------- | ----------------------------- | ------------- |
| 75 kg styl klasyczny | Joseph Domas (FRA) Z | Dürü Sade (TUR) Z | Edvard Westerlund (FIN) P | Robert Christoffersen (DEN) P | 9.            |